# Завод за социјално осигурање
Завод за социјално осигурање је посебна организација управе Србије. Надзор над радом Завода за социјално осигурање врши Министарство за рад, запошљавање, борачка и социјална питања. Вршилац дужности директор Завода за социјално осигурање је Зоран Пановић.

## Историјат
У периоду од закључивања првог међународног уговора о социјалном осигурању (са Француском 1950. године) до краја 2002. године, послове државне управе у вези са применом међународних уговора о социјалном осигурању обављао је Савезни завод за социјално осигурање, у функцији органа за везу. Савезни завод за социјално осигурање је променио име пар пута, прво у Савез заједница пензијског и инвалидског осигурања Југославије, па у Савез заједница здравственог осигурања и здравства Југославије па је 1992. године враћено име Савезни завод за социјално осигурање.
Од 2003. године до 15. маја 2007. године, када је Законом о министарствима образован Завод за социјално осигурање, на нивоу Републике Србије није постојао посебан државни орган за везу надлежан за спровођење међународних уговора о социјалном осигурању, већ су у споразумима из тог периода, као органи за везу Републике Србије, наведене организације социјалног осигурања надлежне за област пензијског и инвалидског осигурања, здравственог осигурања и осигурања за случај незапослености. У том периоду послове органа за везу обављало је и Министарство спољних послова, у одређеном делу. По престанку постојања Државне Заједнице Србије и Црне Горе, у Републици Србији, послови органа за везу нису обављани, ако се изузму спорадични састанци између појединих носилаца осигурања Републике Србије и носилаца осигурања неких од држава формираних на подручју република СФР Југославије.
Формирањем Завода за социјално осигурање у Републици Србији поново постоји орган за везу који се, у својству државног органа, а у оквиру прописане надлежности, бави свим аспектима и питањима од значаја за спровођење међународних уговора о социјалном осигурању, као што су административни споразуми и други спроводбени акти, двојезични обрасци у области здравственог осигурања, пензијског и инвалидског осигурања и осигурања за случај незапослености, а све у циљу ефикаснијег спровођења, брзог и једноставног повезивања носилаца социјалног осигурања у Републици Србији са носиоцима социјалног осигурања држава са којима наша земља има закључене уговоре о социјалном осигурању. У међународним уговорима, односно споразумима о социјалном осигурању или административним споразумима за њихово спровођење, одређују се посебни органи - органи за везу - који се старају о спровођењу одредаба споразума и административних споразума и омогућавају једноставно и брзо повезивање носилаца осигурања обе државе уговорнице.

## Надлежности
Завод за социјално осигурање обавља стручне послове и послове државне управе који се односе на:
- примену међународних уговора о социјалном осигурању
- израду административних уговора за примену међународних уговора о социјалном осигурању и израду споразума о накнади трошкова здравствене заштите
- израду двојезичних образаца за примену међународних уговора о социјалном осигурању
- учешће у обрачуну трошкова здравствене заштите
- као и друге послове одређене законима